# 鄂尔多斯翼龙属
鄂尔多斯翼龙是翼龙目翼手龙亚目准噶尔翼龙科的一个属，其模式种平颌鄂尔多斯翼龙（Ordosipterus planignathus）的正模标本发现于中华人民共和国内蒙古自治区鄂尔多斯市鄂托克旗新召苏木。